# Min Li Marti
 (août 2021).
Si vous disposez d'ouvrages ou d'articles de référence ou si vous connaissez des sites web de qualité traitant du thème abordé ici, merci de compléter l'article en donnant les références utiles à sa vérifiabilité et en les liant à la section « Notes et références ».
Min Li Marti, née le 1er juin 1974 à Berne (originaire de Zurich), est une personnalité politique suisse, membre du parti socialiste. 
Elle siège depuis 2015 au Conseil national pour le canton de Zurich.

## Biographie
Min Li Marti naît le 1er juin 1974 à Berne. Elle est originaire de Zurich.
Fille d’une réfugiée chinoise et d'un père suisse, elle grandit à Olten.
En 1995, elle s’établit à Zurich[à vérifier] où elle finit en 2000 des études de sociologie, de sciences de la communication et d’histoire sociale et économique. Elle suit ensuite une formation complémentaire en communication d’entreprise au sein de l’Institut suisse de relations publiques, d’écriture de scénarios chez Focal ainsi qu’en leadership et gestion du changement à la Haute école zurichoise en sciences appliquées.
Elle vit avec son époux, le conseiller national vert Balthasar Glättli, à Höngg. Ils ont une fille, née en 2018.
Elle représente une jeune génération de la social-démocratie, marquée par le milieu des bars illégaux zurichois et familière des questions de pop culture. Ainsi, elle a coédité en 1999 l’anthologie « Sex Drugs Rock’n’Roll. 30 Kurzgeschichten » puis la collection de courts métrages « Züri Gschnätzlets » en 2003.
En 2012, le magazine Schweiz am Sonntag lui décerne le titre de plus influente communicante sur les réseaux sociaux de tous les politiciens suisses communaux et locaux.

## Parcours professionnel
Elle travaille essentiellement dans les domaines du cinéma et des campagnes de communication.
En 2004, elle cofonde la société de production Das Kollektiv für audiovisuelle Werke GmbH, qui a réalisé des films tels que Guru: Bhagwan, his Secretary and his Bodyguard de Sabine Gisiger et Beat Häner. Elle a été active lors de la votation sur la Fondation zurichoise pour le cinéma et a conseillé, lors de leurs campagnes électorales, des politiciens zurichois tels que Elmar Ledergerber, Martin Graf et Ruth Genner.
De 2000 à 2004, elle est la secrétaire du Parti socialiste zurichois pour lequel elle est responsable de la campagne pour les élections cantonales. De 2008 à 2010, elle dirige les campagnes du Syndicat du service public (SSP) dont elle est secrétaire générale. Min Li Marti et Andrea Sprecher sont devenus codirecteurs de la communication du PS suisse et organisent, avec un budget d’environ un million et demi de francs, les élections fédérales de 2011. De 2012 à 2015, elle travaille comme senior consultant pour le forum de campagne vert et de gauche ainsi que pour l’agence de communication haemmerlischaefer contemporary communications.
Elle se fait connaître du grand public comme journaliste du quotidien gratuit 20 minutes. Depuis fin 2014, elle dirige en tant qu’éditrice et rédactrice en chef le quotidien de gauche P.S., qu’elle a obtenu de son prédécesseur Koni Loepfe contre une tasse de café.

## Parcours politique
Sa carrière politique commence au sein de l’Association des étudiants de l’université de Zurich (VSUZH), marquée à gauche[réf. nécessaire]. Au cours de sa scolarité, elle avait déjà milité en faveur des droits de l'homme au sein d'Amnesty International. Sa décision d'adhérer au Parti socialiste repose sur ses convictions en matière de justice sociale.
En 2002, elle est élue au Conseil municipal de Zurich dans les Kreis 4 et 5. Elle y dirige le groupe socialiste à partir de 2009 ainsi que la commission transpartisane. Elle y acquiert une réputation de négociatrice pragmatique.
De 2004 à 2009, elle est membre de la direction du PS de la ville de Zurich. Désireuse de se porter candidate à l’exécutif municipal, elle est battue d’une voix par Raphael Golta lors d’une consultation interne.
Lors des élections au Conseil national du 18 octobre 2015, elle obtient la huitième place de la liste cantonale zurichoise du parti socialiste et décroche un siège. Elle abandonne alors son mandat municipal zurichois en novembre 2015. Elle est réélue en 2019 et 2023.

### Positionnement politique
Elle se situe très à gauche, mais est qualifiée de pragmatique par la Neue Zürcher Zeitung.